# Macalpinomyces ordensis
Macalpinomyces ordensis är en svampart som först beskrevs av Daniel McAlpine, och fick sitt nu gällande namn av Vánky & R.G. Shivas 2003. Macalpinomyces ordensis ingår i släktet Macalpinomyces och familjen Ustilaginaceae.   Inga underarter finns listade i Catalogue of Life.